# Trzynastu męczenników meksykańskich
Trzynastu męczenników meksykańskich – błogosławieni Kościoła rzymskokatolickiego, którzy ponieśli śmierć za wiarę w różnych diecezjach Meksyku w latach 1927–1931 podczas religijnych prześladowań Kościoła zapoczątkowanych przez Plutarco Elías Callesa, a określanych jako okres rządów antykatolickiej dyktatury.

## Lista męczenników
- Józef Anaklet González Flores
- Rajmund Wincenty Vargas González
- Jerzy Rajmund Vargas González
- Józef Dionizy Ludwik Padilla Gómez
- Józef Lucjan Ezechiel Huerta Gutiérrez
- Salwator Huerta Gutiérrez
- Ludwik Magańa Servín
- Michał Gómez Loza
- Józef Trynidad Rangel
- Andrzej Solá Molist
- Leonard Pérez Lários
- Dariusz Acosta Zurita
- Józef Sánchez del Río

Zostali oni beatyfikowani przez Benedykta XVI 20 listopada 2005 roku. Uroczystości odbyły się w meksykańskim mieście Guadalajara, a przewodniczył im w imieniu papieża kardynał José Saraiva Martins.